# IC 3397
IC 3397 ist eine Balken-Spiralgalaxie vom Hubble-Typ SBb(r)? im Sternbild Coma Berenices am Nordsternhimmel. Sie ist schätzungsweise 537 Millionen Lichtjahre von der Milchstraße entfernt.
Das Objekt wurde am 23. März 1903 vom deutschen Astronomen Max Wolf entdeckt.